# Curtis Myden
Curtis Myden (n. 31 decembrie 1973, Calgary, Alberta, Canada) este un înotător canadian, medaliat olimpic. A participat la 3 ediții ale Jocurilor Olimpice (1992, 1996, 2000) în care a câștigat 5 medalii de bronz.